# Russisch-ukrainischer Vertrag zur gemeinsamen Nutzung des Asowschen Meeres

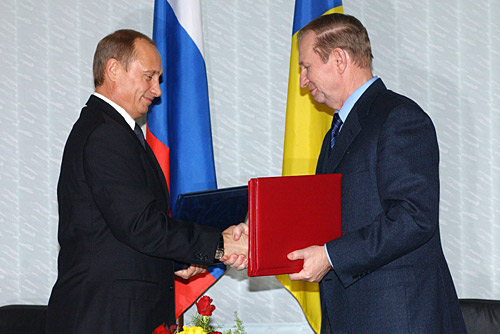
Putin und Kutschma, 24. Dezember 2003

Der russisch-ukrainische Vertrag zur gemeinsamen Nutzung des Asowschen Meeres ist ein See- und Fischereiabkommen zwischen der Russischen Föderation und der Ukraine. Es wurde am 24. Dezember 2003 von dem russischen Präsidenten Putin und dem ukrainischen Präsidenten Kutschma unterzeichnet und trat am 23. April 2004 in Kraft.

## Vorgeschichte
Das Asowsche Meer und die Meerenge von Kertsch gehörten als Binnenmeer zur Sowjetunion. Umgrenzt wurde es von den beiden sowjetischen Verwaltungseinheiten Autonome Sozialistische Sowjetrepublik der Krim (innerhalb der Ukrainischen Sozialistischen Sowjetrepublik) und die Region Krasnodar. Mit der Erlangung der Unabhängigkeit der Ukraine und Russlands im Jahr 1991 wurde aus der ursprünglich staatsrechtlichen Grenze nach Sowjetrecht eine internationale Grenze nach Völkerrecht. 1997 schlossen Russland und die Ukraine den russisch-ukrainischen Freundschaftsvertrag und im Januar 2003 den russisch-ukrainischen Grenzvertrag, der die Landgrenze zwischen beiden Staaten regelt. Die Fragen bezüglich der Rechte und Grenzen auf dem ehemaligen Binnenmeer sollten durch einen eigenen Vertrag geregelt werden.

## Inhalt
Die Vertragsparteien einigten sich darauf, dass:
1. Das Asowsche Meer und die Straße von Kertsch historisch Binnengewässer der Russischen Föderation und der Ukraine sind.
2. Das Asowsche Meer durch eine Staatsgrenze in Übereinstimmung mit dem von den Parteien unterzeichneten Abkommen abgegrenzt werden muss.
3. Streitigkeiten bezüglich des abzugrenzenden Seegebiets bei Kertsch durch ein Abkommen der beiden Parteien beigelegt werden sollen.
4. Handelsschiffe und andere staatliche, nicht gewerbliche Schiffe unter der Flagge der Russischen Föderation und der Ukraine das Asowsche Meer und die Straße von Kertsch frei befahren können.
5. Die russisch-ukrainische Zusammenarbeit in den Bereichen Schifffahrt, Fischerei, Schutz der Meeresumwelt, ökologische Sicherung und Lebensrettung auf der Grundlage bestehender internationaler Abkommen und durch den Abschluss neuer Abkommen umgesetzt werden sollen.[4]

## Bruch des Vertrages

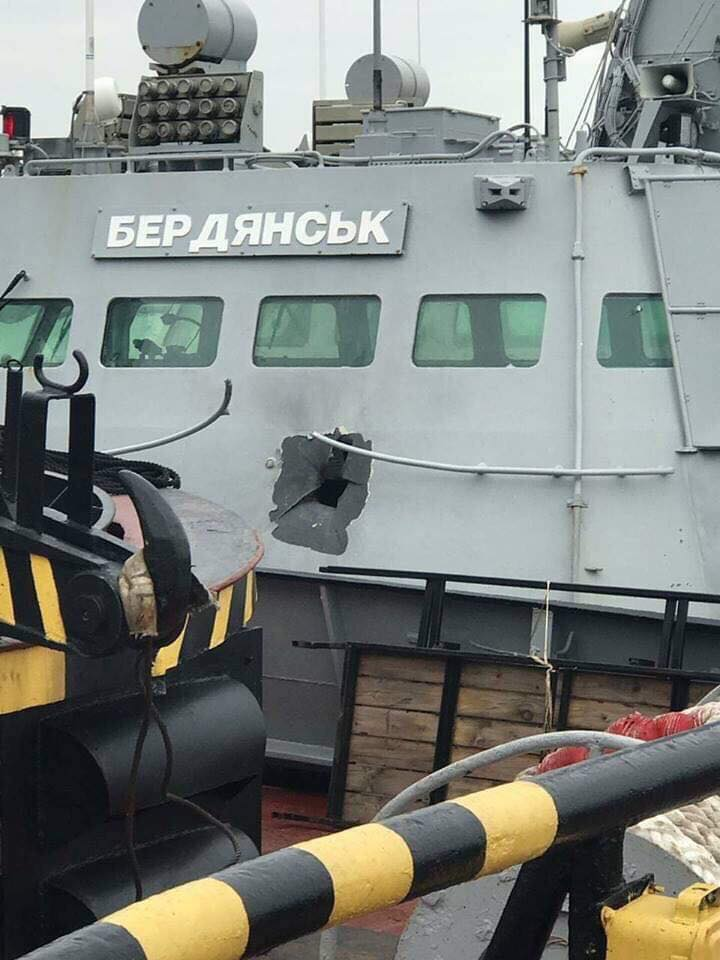
Das beschlagnahmte und beschädigte Schiff Berdjansk, 27. November 2018

Nach der völkerrechtswidrigen Annexion der Krim 2014 errichtete Russland die Krim-Brücke über die Meerenge der Straße von Kertsch und nahm diese 2018 in Betrieb. Die Ukraine kündigte den russisch-ukrainischen Freundschaftsvertrag auf, da dieser durch die verdeckte Kriegsführung Russlands seine Geschäftsgrundlage verloren hatte. Der Vertrag zum Asowschen Meer wurde hingegen nicht aufgekündigt, da er der Ukraine das Recht auf freie Zufahrt zu ihren Häfen sicherte. Durch die Autobahn- und parallel verlaufende Eisenbahnbrücke über die Meerenge von Kertsch wird der Seeverkehr in das Asowsche Meer in zweifacher Weise behindert. Die russische Seite kontrollierte die Durchfahrt durch ihren Grenzschutz mit Inspektionen, um (angeblich) befürchtete Anschläge zu verhindern, und die Brücken waren für die Durchfahrt moderner Fracht- und Containerschiffe zu niedrig ausgelegt. Die ostukrainischen Hafenstädte erlebten dadurch einen beschleunigten Niedergang. Als die russische Küstenwache im November 2018 bei der russischen Provokation bei Kertsch drei Schiffen der ukrainischen Marine die freie Durchfahrt durch die Straße von Kertsch verweigerte, wurden die ukrainischen Schiffe beschossen, mehrere Matrosen verletzt und die ukrainischen Schiffe nach Kertsch auf der Krim gebracht. Die russischen Maßnahmen inklusive des Brückenbaus werten der Ostrechtsexperte Otto Luchterhandt und der Seerechtsexperte Valentin Schatz aus mehreren Gründen als völkerrechts- und vertragswidrig.